# Езелхоф
Езелхоф или Езелхофт (на нидерландски: ezel hoofd – „магарешка глава“) – детайл за закрепването на добавъчните рангоутни греди към основните (утлегара към бушприта, стенгата към мачтата, брам-стенгите към стенгата).
Първоначално езелхофта представлява съставна дървена греда със самозаконтрящ се квадратен профил, която се надява на нока или на топа на основното рангоутна греда и друг – кръгъл проходен отвор за пропускане през него на допълнителната греда. По-късно се появяват езелгофи, обковани с желязна лента, и железни такива. На езелхофтите се поставят няколко пръстена или полупръстена за прокарване на снастите на такелажа. Различават се бушпритни езелхофи, а на всяка от мачтите – езелхофт, брам-езелхофт, бом-брам-езелхофт, и други.